# Norvegia ai Giochi della X Olimpiade
La Norvegia partecipò ai Giochi della X Olimpiade, svoltisi a Los Angeles, Stati Uniti, dal 30 luglio al 14 agosto 1932, con una delegazione di 7 atleti impegnati in quattro discipline.